# Parafia św. Anny w Grabowej
Parafia świętej Anny w Grabowej – parafia rzymskokatolicka, znajdująca się w diecezji sosnowieckiej, w dekanacie łazowskim.